# Agonostomus monticola
Agonostomus monticola är en fiskart som först beskrevs av Bancroft, 1834.  Agonostomus monticola ingår i släktet Agonostomus och familjen multfiskar. Inga underarter finns listade i Catalogue of Life.

## Bildgalleri

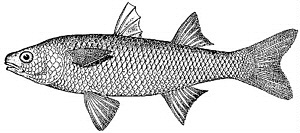